# Terza Divisione 1927-1928
La Terza Divisione 1927-1928 fu l'insieme dei massimi tornei regionali di quell'edizione del campionato italiano di calcio, l’unico in capo ai Direttori Regionali. Le finali settentrionali per la promozione in Seconda Divisione erano invece gestite dal Direttorio Divisioni Inferiori Nord. In teoria erano previste dal regolamento le finali interregionali anche al Sud ma puntualmente ogni anno il Direttorio Divisioni Inferiori Sud decideva di non farle svolgere.
Abbiamo aggiunto la Quarta Divisione perché, per un errore di interpretazione dell'Annuario Italiano del Giuoco del Calcio dove è stata aggiunta dopo la Terza Divisione, sono stati messi in Terza gli "Aspiranti alla Terza Divisione" ovvero le squadre di Quarta Divisione che nella stagione successiva sarebbero state TUTTE ammesse in Terza (se avessero pagato le tasse di affiliazione nettamente più care della stagione precedente).
Si fa presente che la Carta di Viareggio nel 1926 aveva stabilito che la Quarta Divisione doveva essere soppressa inserendo d'ufficio tutte le iscritte nella categoria superiore. Questo non fu possibile per la Lombardia e l'Emilia a cui furono concesse 2 stagioni per poter "smaltire" progressivamente le società di Quarta Divisione che dovevano adeguarsi alla categoria con un campo sportivo consono (campacci su cui non voleva giuocare nessuno) ma soprattutto non potevano essere ammesse alla categoria superiore senza avere una anzianità inferiore a due anni effettivi.

## Piemonte

### Girone A

#### Squadre partecipanti
| Squadra                   | Città (provincia)     | Stagione 1926-1927 |
| ------------------------- | --------------------- | ------------------ |
| U.S. Arona                | Arona (NO)            |                    |
| U.S. Borgosesia           | Borgosesia (VC)       |                    |
| G.C. Cossato              | Cossato (VC)          |                    |
| S.C. Filatura di Tollegno | Tollegno (VC)         |                    |
| Gattinara F.C.            | Gattinara (VC)        |                    |
| C.S. Juventus             | Gozzano (NO)          |                    |
| S.C. Pro Candelo          | Candelo (VC)          |                    |
| U.S. Serravallese         | Serravalle Sesia (VC) |                    |
| U.S. Trecatese            | Trecate (NO)          |                    |

#### Classifica finale
|  | Pos. | Squadra      | Pt | G  | V  | N | P  | GF | GS | DR  |
|  | ---- | ------------ | -- | -- | -- | - | -- | -- | -- | --- |
|  | 1.   | Filatura     | 25 | 17 | 10 | 5 | 2  | 53 | 19 | +34 |
|  | 2.   | Borgosesia   | 23 | 17 | 9  | 5 | 3  | 32 | 16 | +16 |
|  | 3.   | Pro Candelo  | 21 | 16 | 10 | 1 | 5  | 31 | 24 | +7  |
|  | 4.   | Arona        | 19 | 16 | 8  | 3 | 5  | 30 | 17 | +13 |
|  | 5.   | Trecatese    | 18 | 16 | 7  | 4 | 5  | 32 | 22 | +10 |
|  | 6.   | Gattinara    | 16 | 16 | 6  | 5 | 5  | 38 | 32 | +6  |
|  | 7.   | Cossato      | 14 | 16 | 5  | 4 | 7  | 20 | 48 | -28 |
|  | 8.   | Juve Gozzano | 5  | 16 | 2  | 1 | 13 | 21 | 51 | -30 |
|  | 9.   | Serravallese | 4  | 16 | 1  | 2 | 13 | 16 | 44 | -28 |

Legenda:

      Ammesso alle finali del D.D.I.N.
Note:

Due punti a vittoria, uno a pareggio, zero a sconfitta.
In caso di pari punti per le squadre fuori dalla zona promozione era in vigore il pari merito.

#### Qualificazione
|          | Risultati |            | Luogo e data             |
| -------- | --------- | ---------- | ------------------------ |
| Filatura | 2 - 0     | Borgosesia | Gattinara, 1 aprile 1928 |
|          |           |            |                          |

### Girone B

#### Squadre partecipanti
| Squadra                               | Città (provincia)  | Stagione 1926-1927 |
| ------------------------------------- | ------------------ | ------------------ |
| Carignano F.C.                        | Carignano (TO)     |                    |
| S.C. Giovane Piemonte                 | Torino             |                    |
| G.S. Mazzonis                         | Torre Pellice (TO) |                    |
| S.C. Michelin                         | Torino             |                    |
| G.S. SPA (Soc. Piemontese Automobili) | Torino             |                    |
| U.S. Trinese                          | Trino (VC)         |                    |
| U.S. Val Pellice                      | Torre Pellice (TO) |                    |

#### Classifica finale
|  | Pos. | Squadra          | Pt | G  | V | N | P | GF | GS | DR |
|  | ---- | ---------------- | -- | -- | - | - | - | -- | -- | -- |
|  | 1.   | Trinese          | 23 | 12 | . | . | . | .. | .. | .  |
|  | 2.   | Mazzonis         | 17 | 12 | . | . | . | .. | .. | .  |
|  | 3.   | Michelin         | 16 | 12 | . | . | . | .. | .. | .  |
|  | 4.   | SPA              | 9  | 12 | . | . | . | .. | .. | .  |
|  | 4.   | Val Pellice      | 9  | 12 | . | . | . | .. | .. | .  |
|  | 6.   | Carignano        | 8  | 12 | . | . | . | .. | .. | .  |
|  | 7.   | Giovane Piemonte | 2  | 12 | . | . | . | .. | .. | .  |

Legenda:

      Ammesso alle finali del D.D.I.N.
Note:

Due punti a vittoria, uno a pareggio, zero a sconfitta.
In caso di pari punti per le squadre fuori dalla zona promozione era in vigore il pari merito.

### Girone C

#### Squadre partecipanti
| Squadra                    | Città (provincia) | Stagione 1926-1927 |
| -------------------------- | ----------------- | ------------------ |
| U.S. Braidese              | Bra (CN)          |                    |
| S.S. Carlo Costamagna      | Mondovì (CN)      |                    |
| Dop. Ceramisti             | Mondovì (CN)      |                    |
| G.S. Lancia                | Torino            |                    |
| Saluzzo F.C.               | Saluzzo (CN)      |                    |
| U.S. Saviglianese          | Savigliano (CN)   |                    |
| Dop. Az.le S.I.P. (D.A.S.) | Torino            |                    |

#### Classifica finale
|  | Pos. | Squadra          | Pt | G  | V  | N | P | GF | GS | DR |
|  | ---- | ---------------- | -- | -- | -- | - | - | -- | -- | -- |
|  | 1.   | Saviglianese     | 21 | 12 | .  | . | . | .. | .. | .  |
|  | 2.   | Braidese         | 20 | 12 | .  | . | . | .. | .. | .  |
|  | 3.   | S.I.P.           | 10 | 12 | .  | . | . | .. | .. | .  |
|  | 3.   | Carlo Costamagna | 10 | 12 | .  | . | . | .. | .. | .  |
|  | 5.   | Lancia           | 9  | 12 | .  | . | . | .. | .. | .  |
|  | 6.   | Ceramisti        | 8  | 12 | -. | . | . | .. | .. | .  |
|  | 7.   | Saluzzo          | 6  | 12 | .  | . | . | .. | .. | .  |

Legenda:

      Ammesso alle finali del D.D.I.N.
Note:

Due punti a vittoria, uno a pareggio, zero a sconfitta.
In caso di pari punti per le squadre fuori dalla zona promozione era in vigore il pari merito.

## Lombardia
Lavorando alla liquidazione della sua Quarta Divisione, la Lombardia ottenne un sesto girone, e quindi un posto in più in finale, per accogliere le squadre in salita. 

### Girone A

#### Squadre partecipanti
| Club                      | Città                   | Stadio                       | Stagione 1926-1927 |
| ------------------------- | ----------------------- | ---------------------------- | ------------------ |
| Bressana Moto F.C.        | Bressana Bottarone (PV) |                              |                    |
| G.S. Edmondo De Amicis    | Milano-Turro            | Ex campo Ausonia Pro Gorla   |                    |
| G.S. Emilio Tonoli        | Milano-Bovisa           | Campo di via Candiani        |                    |
| S.C. Pro Broni            | Broni (PV)              |                              |                    |
| G.S. Richard-S.Cristoforo | Milano                  | Campo Richard-San Cristoforo |                    |
| S.G. Stradellina          | Stradella (PV)          |                              |                    |
| S.S. Vittoria             | Pavia                   |                              |                    |

#### Classifica finale
|  | Pos. | Squadra              | Pt | G  | V | N | P | GF | GS | DR |
|  | ---- | -------------------- | -- | -- | - | - | - | -- | -- | -- |
|  | 1.   | Vittoria             | 18 | 12 | . | . | . | .. | .. | +  |
|  | 2.   | Bressana             | 15 | 12 | . | . | . | .. | .. | +  |
|  | 3.   | Pro Broni            | 12 | 12 | . | . | . | .. | .. | +  |
|  | 4.   | Emilio Tonoli        | 11 | 12 | . | . | . | .. | .. | +  |
|  | 5.   | Richard-S.Cristoforo | 10 | 12 | . | . | . | .. | .. | -  |
|  | 6.   | Edmondo De Amicis    | 9  | 12 | . | . | . | .. | .. | -  |
|  | 6.   | Stradellina          | 9  | 12 | . | . | . | .. | .. | -  |

Legenda:

      Ammesso alle finali del D.D.I.N.
Note:

Due punti a vittoria, uno a pareggio, zero a sconfitta.
In caso di pari punti per le squadre fuori dalla zona promozione era in vigore il pari merito.

### Girone B

#### Squadre partecipanti
| Club           | Città               | Stadio | Stagione 1926-1927 |
| -------------- | ------------------- | ------ | ------------------ |
| S.C. Aurora    | Golasecca (MI)      |        |                    |
| G.S. Bernocchi | Legnano (MI)        |        |                    |
| U.S. Castronno | Castronno (VA)      |        |                    |
| Corbetta F.C.  | Corbetta (MI)       |        |                    |
| U.S. Magentina | Magenta (MI)        |        |                    |
| U.S. Rhodense  | Rho (MI)            |        |                    |
| S.S. Sommese   | Somma Lombardo (VA) |        |                    |

#### Classifica finale
|  | Pos. | Squadra          | Pt | G  | V | N | P | GF | GS | DR |
|  | ---- | ---------------- | -- | -- | - | - | - | -- | -- | -- |
|  | 1.   | Aurora Golasecca | 19 | 12 | . | . | . | .. | .. | +  |
|  | 2.   | Magentina        | 14 | 12 | . | . | . | .. | .. | +  |
|  | 3.   | Bernocchi        | 12 | 12 | . | . | . | .. | .. | +  |
|  | 3.   | Rhodense         | 12 | 12 | . | . | . | .. | .. | -  |
|  | 3.   | Sommese          | 12 | 12 | . | . | . | .. | .. | -  |
|  | 6.   | Castronno        | 9  | 12 | . | . | . | .. | .. | -  |
|  | 7.   | Corbetta         | 6  | 12 | . | . | . | .. | .. | -  |

Legenda:

      Ammesso alle finali del D.D.I.N.
Note:

Due punti a vittoria, uno a pareggio, zero a sconfitta.
In caso di pari punti per le squadre fuori dalla zona promozione era in vigore il pari merito.

### Girone C

#### Squadre partecipanti
| Club              | Città                        | Stadio              | Stagione 1926-1927 |
| ----------------- | ---------------------------- | ------------------- | ------------------ |
| U.S. Caratese     | Carate Brianza (MI)          | Stadio del Littorio |                    |
| S.C. Lario        | Como-Monte Olimpino (CO)     |                     |                    |
| Pro Victoria F.C. | Monza (MI)                   |                     |                    |
| Rovellasca F.C.   | Rovellasca (CO)              |                     |                    |
| A.S. Seveso       | Seveso S.Pietro Martire (MI) |                     |                    |
| C.S. Savoia       | Cernobbio (CO)               |                     |                    |
| Vis Nova S.C.     | Giussano (MI)                |                     |                    |

#### Classifica finale
|  | Pos. | Squadra           | Pt | G  | V | N | P | GF | GS | DR |
|  | ---- | ----------------- | -- | -- | - | - | - | -- | -- | -- |
|  | 1.   | Savoia            | 17 | 12 | . | . | . | .. | .. | +  |
|  | 2.   | Caratese          | 15 | 12 | . | . | . | .. | .. | +  |
|  | 2.   | Lario             | 15 | 12 | . | . | . | .. | .. | +  |
|  | 4.   | Vis Nova          | 14 | 12 | . | . | . | .. | .. | -  |
|  | 5.   | Rovellasca        | 8  | 12 | . | . | . | .. | .. | -  |
|  | 6.   | Pro Victoria (-1) | 7  | 12 | . | . | . | .. | .. | -  |
|  | 7.   | Seveso            | 6  | 12 | . | . | . | .. | .. | -  |

Legenda:

      Ammesso alle finali del D.D.I.N.
Note:

Due punti a vittoria, uno a pareggio, zero a sconfitta.
In caso di pari punti per le squadre fuori dalla zona promozione era in vigore il pari merito.

### Girone D

#### Squadre partecipanti
| Club              | Città                 | Stadio | Stagione 1926-1927 |
| ----------------- | --------------------- | ------ | ------------------ |
| Alleanza F.C.     | Milano                |        |                    |
| Alzano F.C.       | Alzano Maggiore (BG)  |        |                    |
| S.C. Desio        | Desio (MI)            |        |                    |
| Dop. Ferroviario  | Milano (MI)           |        |                    |
| Minerva F.C.      | Milano                |        |                    |
| Dop. Snia Viscosa | Cesano Maderno (MI)   |        |                    |
| S.S. Tritium      | Trezzo sull'Adda (MI) |        |                    |
| U.S. Vimercatese  | Vimercate (MI)        |        |                    |

#### Classifica finale
|  | Pos. | Squadra      | Pt | G  | V | N | P | GF | GS | DR |
|  | ---- | ------------ | -- | -- | - | - | - | -- | -- | -- |
|  | 1.   | Minerva      | 26 | 14 | . | . | . | .. | .. | +  |
|  | 2.   | Alleanza     | 19 | 14 | . | . | . | .. | .. | +  |
|  | 3.   | Snia Viscosa | 17 | 14 | . | . | . | .. | .. | +  |
|  | 4.   | Desio        | 16 | 14 | . | . | . | .. | .. | -  |
|  | 5.   | Alzano (-3)  | 12 | 14 | . | . | . | .. | .. | -  |
|  | 6.   | Vimercatese  | 7  | 14 | . | . | . | .. | .. | -  |
|  | 7.   | Ferroviario  | 6  | 14 | . | . | . | .. | .. | -  |
|  | 7.   | Tritium      | 6  | 14 | . | . | . | .. | .. | -  |

Legenda:

      Ammesso alle finali del D.D.I.N.
Note:

Due punti a vittoria, uno a pareggio, zero a sconfitta.
In caso di pari punti per le squadre fuori dalla zona promozione era in vigore il pari merito.
Alzano penalizzato di 3 punti per forfait definitivo.

### Girone E

#### Squadre partecipanti
| Club                        | Città                     | Stadio | Stagione 1926-1927 |
| --------------------------- | ------------------------- | ------ | ------------------ |
| Chiari F.C.                 | Chiari (BS)               | -      |                    |
| G.S. S.A. Franchi Gregorini | Lovere (BG)               | -      |                    |
| G.S. "Mario Sorlini"        | Brescia                   | -      |                    |
| U.S. Orceana                | Orzinuovi (BS)            | -      |                    |
| U.S. Pontogliese            | Pontoglio (BS)            | -      |                    |
| G.S.F. Pro Palazzolo        | Palazzolo sull'Oglio (BS) | -      |                    |

#### Classifica finale
|  | Pos. | Squadra           | Pt | G  | V | N | P | GF | GS | DR |
|  | ---- | ----------------- | -- | -- | - | - | - | -- | -- | -- |
|  | 1.   | Pro Palazzolo     | 17 | 10 | . | . | . | .. | .. | +  |
|  | 2.   | Chiari            | 17 | 10 | . | . | . | .. | .. | +  |
|  | 3.   | "Mario Sorlini"   | 9  | 10 | . | . | . | .. | .. | +  |
|  | 4.   | Franchi Gregorini | 8  | 10 | . | . | . | .. | .. | -  |
|  | 5.   | Orceana           | 6  | 10 | . | . | . | .. | .. | -  |
|  | 6.   | Pontogliese       | 3  | 10 | . | . | . | .. | .. | -  |

Legenda:

      Ammesso alle finali del D.D.I.N.
Note:

Due punti a vittoria, uno a pareggio, zero a sconfitta.
In caso di pari punti per le squadre fuori dalla zona promozione era in vigore il pari merito.

#### Spareggio per il 1º posto in classifica
|               | Risultato |        | Luogo e data             |
| ------------- | --------- | ------ | ------------------------ |
| Pro Palazzolo | 3 - 0     | Chiari | Bergamo 26 febbraio 1928 |
|               |           |        |                          |

### Girone F

#### Squadre partecipanti
| Club                                      | Città                   | Stadio | Stagione 1926-1927 |
| ----------------------------------------- | ----------------------- | ------ | ------------------ |
| G.S. Acciaierie e Ferriere Lombarde Falck | Sesto San Giovanni (MI) |        |                    |
| S.S. Casalbuttano                         | Casalbuttano (CR)       |        |                    |
| G.S.F. "Eliseo Bernini"                   | Milano                  |        |                    |
| S.C. Farini                               | Milano (MI)             |        |                    |
| Sport Iris Milan                          | Milano                  |        |                    |
| G.S. Marelli                              | Sesto San Giovanni (MI) |        |                    |
| U.S. Soresinese                           | Soresina (CR)           |        |                    |

#### Classifica finale
|  | Pos. | Squadra           | Pt | G  | V | N | P | GF | GS | DR |
|  | ---- | ----------------- | -- | -- | - | - | - | -- | -- | -- |
|  | 1.   | Soresinese        | 19 | 12 | . | . | . | .. | .. | +  |
|  | 2.   | Iris Milan        | 19 | 12 | . | . | . | .. | .. | +  |
|  | 3.   | Casalbuttano (-1) | 11 | 12 | . | . | . | .. | .. | +  |
|  | 4.   | "Eliseo Bernini"  | 10 | 12 | . | . | . | .. | .. | +  |
|  | 5.   | Farini            | 9  | 12 | . | . | . | .. | .. | -  |
|  | 6.   | Marelli           | 8  | 12 | . | . | . | .. | .. | -  |
|  | 7.   | Acciaierie Falck  | 7  | 12 | . | . | . | .. | .. | -  |

Legenda:

      Ammesso alle finali del D.D.I.N.
Note:

Due punti a vittoria, uno a pareggio, zero a sconfitta.
In caso di pari punti per le squadre fuori dalla zona promozione era in vigore il pari merito.

#### Spareggio per il 1º posto in classifica
|            | Risultato |            | Luogo e data             |
| ---------- | --------- | ---------- | ------------------------ |
| Soresinese | 3 - 1     | Iris Milan | Treviglio, 11 marzo 1928 |
|            |           |            |                          |

### Quarta Divisione
In Lombardia fu fatta disputare raggruppando tutte le società non ammesse la stagione precedente in Terza Divisione in un unico quasi improponibile girone all'italiana.
Alla fine della stagione tutte le squadre furono ammesse in Terza Divisione salvo i mancati rinnovi dell'iscrizione.

#### Squadre partecipanti
| Club                  | Città                   | Stadio | Stagione 1926-1927 |
| --------------------- | ----------------------- | ------ | ------------------ |
| G.S. Breda            | Sesto San Giovanni (MI) |        |                    |
| S.S. Brugherio        | Brugherio (MI)          |        |                    |
| U.S. Cardanese        | Cardano al Campo (VA)   |        |                    |
| S.S. Certantes        | Merate (CO)             |        |                    |
| U.S. Fulgor           | Milano                  |        |                    |
| G.S. Juventus Cederna | Monza (MI)              |        |                    |
| S.S. Luciano Manara   | Barzanò (CO)            |        |                    |
| U.S. Pro Sesto        | Sesto San Giovanni (MI) |        |                    |

#### Classifica finale
|  | Pos. | Squadra          | Pt | G  | V | N | P | GF | GS | DR |
|  | ---- | ---------------- | -- | -- | - | - | - | -- | -- | -- |
|  | 1.   | Fulgor           | 23 | 14 | . | . | . | .. | .. | +  |
|  | 2.   | Breda            | 22 | 14 | . | . | . | .. | .. | +  |
|  | 3.   | Juventus Cederna | 19 | 14 | . | . | . | .. | .. | +  |
|  | 4.   | Luciano Manara   | 12 | 14 | . | . | . | .. | .. | +  |
|  | 5.   | Cardanese (-1)   | 10 | 14 | . | . | . | .. | .. | -  |
|  | 5.   | Pro Sesto        | 10 | 14 | . | . | . | .. | .. | -  |
|  | 7.   | Certantes        | 9  | 14 | . | . | . | .. | .. | -  |
|  | 8.   | Brugherio        | 6  | 14 | . | . | . | .. | .. | -  |

Legenda:

      Campione Lombardo di IV Divisione.
  Tutti i club passarono in Terza Divisione.
  Cessa l'attività sportiva.
Note:

Due punti a vittoria, uno a pareggio, zero a sconfitta.
In caso di pari punti per le squadre fuori dalla zona promozione era in vigore il pari merito.

## Veneto

### Girone A

#### Squadre partecipanti
| Club                      | Città                    | Stadio | Stagione 1926-1927 |
| ------------------------- | ------------------------ | ------ | ------------------ |
| U.S. Audace               | Verona-San Michele Extra |        |                    |
| G.S.F. Cerea              | Cerea (VR)               |        |                    |
| Circolo Cotonificio Rossi | Vicenza                  |        |                    |
| G.S. Montoriese           | Montorio Veronese (VR)   |        |                    |
| U.S. Pasubio              | Valdagno (VI)            |        |                    |
| U.S. Sambonifacese        | San Bonifacio (VR)       |        |                    |
| U.S. Scaligera            | Verona                   |        |                    |
| A.C. Valerio Valery       | Legnago (VR)             |        |                    |

#### Classifica finale
|  | Pos. | Squadra           | Pt | G  | V | N | P | GF | GS | DR |
|  | ---- | ----------------- | -- | -- | - | - | - | -- | -- | -- |
|  | 1.   | Pasubio           | 20 | 14 | . | . | . | .. | .. |    |
|  | 2.   | Audace SME        | 17 | 14 | . | . | . | .. | .. |    |
|  | 3.   | Valerio Valery    | 16 | 14 | . | . | . | .. | .. |    |
|  | 3.   | Cotonificio Rossi | 16 | 14 | . | . | . | .. | .. |    |
|  | 5.   | Sambonifacese     | 14 | 14 | . | . | . | .. | .. |    |
|  | 5.   | Cerea             | 14 | 14 | . | . | . | .. | .. |    |
|  | 7.   | Montoriese        | 8  | 14 | . | . | . | .. | .. |    |
|  | 8.   | Scaligera         | 7  | 14 | . | . | . | .. | .. |    |

Legenda:

      Ammesso alle finali del D.D.I.N.
  Cessa l'attività sportiva.
Note:

Due punti a vittoria, uno a pareggio, zero a sconfitta.
In caso di pari punti per le squadre fuori dalla zona promozione era in vigore il pari merito.

### Girone B

#### Squadre partecipanti
| Club              | Città          | Stadio | Stagione 1926-1927 |
| ----------------- | -------------- | ------ | ------------------ |
| Pol. Fascio Adria | Adria (RO)     |        |                    |
| S.G.F. Giudecca   | Venezia        |        |                    |
| U.S. Miranese     | Mirano (VE)    |        |                    |
| Pol. Monselicense | Monselice (PD) |        |                    |
| U.S. Muranese     | Venezia        |        |                    |
| Petrarca F.C.     | Padova         |        |                    |
| G.S. Rovigo       | Rovigo         |        |                    |
| G.S. Viscosa      | Padova         |        |                    |

#### Classifica finale
|  | Pos. | Squadra      | Pt | G  | V  | N | P  | GF | GS | DR  |
|  | ---- | ------------ | -- | -- | -- | - | -- | -- | -- | --- |
|  | 1.   | Viscosa      | 21 | 14 | 10 | 1 | 3  | 34 | 14 | +20 |
|  | 2.   | Rovigo       | 20 | 14 | 9  | 2 | 3  | 29 | 17 | +12 |
|  | 3.   | Adria        | 19 | 14 | 9  | 1 | 4  | 27 | 19 | +8  |
|  | 4.   | Monselicense | 14 | 14 | 6  | 2 | 6  | 19 | 22 | -3  |
|  | 5.   | Muranese     | 12 | 14 | 5  | 2 | 7  | 25 | 27 | -2  |
|  | 6.   | Petrarca     | 11 | 14 | 5  | 1 | 8  | 34 | 22 | +12 |
|  | 7.   | Miranese     | 8  | 14 | 4  | 0 | 10 | 12 | 38 | -26 |
|  | 8.   | Giudecca     | 7  | 14 | 2  | 3 | 9  | 16 | 37 | -21 |

Legenda:

      Ammesso alle finali del D.D.I.N.
Note:

Due punti a vittoria, uno a pareggio, zero a sconfitta.
In caso di pari punti per le squadre fuori dalla zona promozione era in vigore il pari merito.

### Girone C

#### Squadre partecipanti
| Club                            | Città                   | Stadio | Stagione 1926-1927 |
| ------------------------------- | ----------------------- | ------ | ------------------ |
| U.S. Ardor-Giudecca             | Venezia                 |        |                    |
| A.C. Bassano                    | Bassano del Grappa (VI) |        |                    |
| Dopo. Ferroviario               | Venezia                 |        |                    |
| S.A.I.E.F. Gian Vittore Mezzomo | Feltre (BL)             |        |                    |
| U.S. Lido                       | Venezia-Lido di Venezia |        |                    |
| U.S. Mestrina                   | Venezia-Mestre          |        |                    |
| S.C. Oderzo                     | Oderzo (TV)             |        |                    |
| U.S. Olimpia                    | Treviso                 |        |                    |

#### Classifica finale
|  | Pos. | Squadra                  | Pt | G  | V | N | P | GF | GS | DR |
|  | ---- | ------------------------ | -- | -- | - | - | - | -- | -- | -- |
|  | 1.   | Bassano                  | 21 | 14 | . | . | . | .. | .. |    |
|  | 2.   | Mestrina                 | 19 | 14 | . | . | . | .. | .. |    |
|  | 3.   | Ardor-Giudecca           | 18 | 14 | . | . | . | .. | .. |    |
|  | 4.   | Oderzo                   | 17 | 14 | . | . | . | .. | .. |    |
|  | 5.   | Dop. Ferroviario Venezia | 14 | 14 | . | . | . | .. | .. |    |
|  | 6.   | Lido                     | 10 | 14 | . | . | . | .. | .. |    |
|  | 7.   | Gianv. Mezzomo           | 8  | 14 | . | . | . | .. | .. |    |
|  | 8.   | Olimpia                  | 0  | 14 | . | . | . | .. | .. |    |

Legenda:

      Ammesso alle finali del D.D.I.N.
Note:

Due punti a vittoria, uno a pareggio, zero a sconfitta.
In caso di pari punti per le squadre fuori dalla zona promozione era in vigore il pari merito.

## Venezia Giulia

### Girone A

#### Squadre partecipanti
| Club                           | Città                           | Stadio | Stagione 1926-1927 |
| ------------------------------ | ------------------------------- | ------ | ------------------ |
| 3ª Coorte A. Salvato           | Pordenone (UD)                  |        |                    |
| Amatori Giuoco Calcio          | Gorizia                         |        |                    |
| U.S. Cervignanese              | Cervignano del Friuli (UD)      |        |                    |
| Un.Ginnico Sportiva Cividalese | Cividale del Friuli (UD)        |        |                    |
| G.S. Cotonificio Brunner       | Gorizia-Piedimonte del Calvario |        |                    |
| Dop. Cormonese                 | Cormons (UD)                    |        |                    |
| S.S. Sangiorgina               | San Giorgio di Nogaro (UD)      |        |                    |

#### Classifica finale
|  | Pos. | Squadra               | Pt | G  | V | N | P | GF | GS | DR |
|  | ---- | --------------------- | -- | -- | - | - | - | -- | -- | -- |
|  | 1.   | Cervignanese          | 20 | 12 | . | . | . | .. | .. |    |
|  | 2.   | Cividalese            | 16 | 12 | . | . | . | .. | .. |    |
|  | 3.   | Sangiorgina           | 16 | 12 | . | . | . | .. | .. |    |
|  | 4.   | Cotonificio Brunner   | 13 | 12 | . | . | . | .. | .. |    |
|  | 5.   | Amatori Giuoco Calcio | 11 | 12 | . | . | . | .. | .. |    |
|  | 5.   | Cormonese             | 6  | 12 | . | . | . | .. | .. |    |
|  | 7.   | 3ª Coorte A. Salvato  | 2  | 12 | . | . | . | .. | .. |    |

Legenda:

      Ammesso alle finali del D.D.I.N.
Note:

Due punti a vittoria, uno a pareggio, zero a sconfitta.
In caso di pari punti per le squadre fuori dalla zona promozione era in vigore il pari merito.

### Girone B

#### Squadre partecipanti
| Club                     | Città                        | Stadio | Stagione 1926-1927 |
| ------------------------ | ---------------------------- | ------ | ------------------ |
| G.S. Cantieri San Marco  | Trieste                      |        |                    |
| U.S. Capodistriana       | Capodistria (PL)             |        |                    |
| Dop. Cotonificio Brunner | Ronchi dei Legionari (TS)    |        |                    |
| G.S. Dreher              | Trieste                      |        |                    |
| A.S. Edera               | Muggia (TS)                  |        |                    |
| Dop. Rosandra            | San Dorligo della Valle (TS) |        |                    |
| U.S. Stella              | Trieste                      |        |                    |

#### Classifica finale
|  | Pos. | Squadra             | Pt | G  | V | N | P | GF | GS | DR |
|  | ---- | ------------------- | -- | -- | - | - | - | -- | -- | -- |
|  | 1.   | Cantieri San Marco  | 20 | 12 | . | . | . | .. | .. |    |
|  | 2.   | Capodistriana       | 15 | 12 | . | . | . | .. | .. |    |
|  | 3.   | Dreher              | 14 | 12 | . | . | . | .. | .. |    |
|  | 4.   | Edera Muggia        | 12 | 12 | . | . | . | .. | .. |    |
|  | 5.   | Stella              | 8  | 12 | . | . | . | .. | .. |    |
|  | 5.   | Rosandra            | 8  | 12 | . | . | . | .. | .. |    |
|  | 7.   | Cotonificio Brunner | 6  | 12 | . | . | . | .. | .. |    |

Legenda:

      Ammesso alle finali del D.D.I.N.
Note:

Due punti a vittoria, uno a pareggio, zero a sconfitta.
In caso di pari punti per le squadre fuori dalla zona promozione era in vigore il pari merito.

## Liguria

### Girone A

#### Squadre partecipanti
| Club                       | Città  | Stadio | Stagione 1926-1927 |
| -------------------------- | ------ | ------ | ------------------ |
| S.C. Aquila                | Genova |        |                    |
| Brignole S.C.              | Genova |        |                    |
| Ass. Don Eugenio Fassicomo | Genova |        |                    |
| U.S. Doria                 | Genova |        |                    |
| Edera F.C.                 | Genova |        |                    |
| S.S. La Rondine            | Genova |        |                    |
| Spes F.C.                  | Genova |        |                    |
| U.S. Veloci Embriaci       | Genova |        |                    |

#### Classifica finale
|  | Pos. | Squadra               | Pt | G  | V | N | P | GF | GS | DR |
|  | ---- | --------------------- | -- | -- | - | - | - | -- | -- | -- |
|  | 1.   | Veloci Embriaci       | 22 | 14 | . | . | . | .. | .. |    |
|  | 2.   | La Rondine            | 21 | 14 | . | . | . | .. | .. |    |
|  | 3.   | Don Eugenio Fassicomo | 18 | 14 | . | . | . | .. | .. |    |
|  | 4.   | Spes Genova           | 18 | 14 | . | . | . | .. | .. |    |
|  | 5.   | Aquila                | 13 | 14 | . | . | . | .. | .. |    |
|  | 6.   | Brignole              | 12 | 14 | . | . | . | .. | .. |    |
|  | 7.   | Doria                 | 7  | 14 | . | . | . | .. | .. |    |
|  | 8.   | Edera                 | 0  | 14 | . | . | . | .. | .. |    |

Legenda:

      Ammesso alle finali del D.D.I.N.
Note:

Due punti a vittoria, uno a pareggio, zero a sconfitta.
In caso di pari punti per le squadre fuori dalla zona promozione era in vigore il pari merito.

### Girone B

#### Squadre partecipanti
| Club                   | Città                        | Stadio | Stagione 1926-1927 |
| ---------------------- | ---------------------------- | ------ | ------------------ |
| S.C. Ezio Cortesia     | La Spezia                    |        |                    |
| Pol. Fulgor            | Sestri Levante (GE)          |        |                    |
| U.S. Juventus Spezzina | La Spezia                    |        |                    |
| Pegazzano F.B.C.       | La Spezia                    |        |                    |
| S.C. Riva              | Sestri Levante (GE)          |        |                    |
| S.S. Tigullio          | Santa Margherita Ligure (GE) |        |                    |

#### Classifica finale
|  | Pos. | Squadra           | Pt | G  | V | N | P | GF | GS | DR |
|  | ---- | ----------------- | -- | -- | - | - | - | -- | -- | -- |
|  | 1.   | Tigullio          | 18 | 10 | . | . | . | .. | .. |    |
|  | 2.   | Riva              | 17 | 10 | . | . | . | .. | .. |    |
|  | 3.   | Juventus Spezzina | 9  | 10 | . | . | . | .. | .. |    |
|  | 4.   | Pegazzano F.C.    | 8  | 10 | . | . | . | .. | .. |    |
|  | 5.   | Ezio Cortesia     | 4  | 10 | . | . | . | .. | .. |    |
|  | 6.   | Fulgor            | 4  | 10 | . | . | . | .. | .. |    |

Legenda:

      Ammesso alle finali del D.D.I.N.
Note:

Due punti a vittoria, uno a pareggio, zero a sconfitta.
In caso di pari punti per le squadre fuori dalla zona promozione era in vigore il pari merito.

### Girone C

#### Squadre partecipanti
| Club                            | Città                  | Stadio | Stagione 1926-1927 |
| ------------------------------- | ---------------------- | ------ | ------------------ |
| G.S. Acciaierie e Ferriere Novi | Novi Ligure (AL)       |        |                    |
| U.S. Busallese                  | Busalla (GE)           |        |                    |
| U.S. Isolese                    | Isola del Cantone (GE) |        |                    |
| S.S. Italia Nuova               | Genova                 |        |                    |
| U.S. Lagaccio                   | Genova                 |        |                    |
| U.S. Pontedecimo                | Genova                 |        |                    |
| S.S. Pro San Gottardo           | Genova                 |        |                    |

#### Classifica finale
|  | Pos. | Squadra          | Pt | G  | V | N | P | GF | GS | DR |
|  | ---- | ---------------- | -- | -- | - | - | - | -- | -- | -- |
|  | 1.   | Italia Nuova     | 19 | 12 | . | . | . | .. | .. |    |
|  | 2.   | Pontedecimo      | 17 | 12 | . | . | . | .. | .. |    |
|  | 3.   | Busallese        | 15 | 12 | . | . | . | .. | .. |    |
|  | 4.   | Acciaierie Novi  | 12 | 12 | . | . | . | .. | .. |    |
|  | 5.   | Lagaccio         | 11 | 12 | . | . | . | .. | .. |    |
|  | 6.   | Pro San Gottardo | 6  | 12 | . | . | . | .. | .. |    |
|  | 7.   | Isolese          | 4  | 12 | . | . | . | .. | .. |    |

Legenda:

      Ammesso alle finali del D.D.I.N.
Note:

Due punti a vittoria, uno a pareggio, zero a sconfitta.
In caso di pari punti per le squadre fuori dalla zona promozione era in vigore il pari merito.

### Girone D

#### Squadre partecipanti
| Club                    | Città                 | Stadio | Stagione 1926-1927 |
| ----------------------- | --------------------- | ------ | ------------------ |
| U.S. Alba Docilia       | Albissola Marina (SV) |        |                    |
| U.S. Cristoforo Colombo | Savona                |        |                    |
| D.S. Grifone Ausonia    | Genova                |        |                    |
| U.S. Imperia            | Imperia               |        |                    |
| U.S. Savonese           | Savona                |        |                    |
| U.S. Veloce             | Savona                |        |                    |

#### Classifica finale
|  | Pos. | Squadra            | Pt | G  | V | N | P | GF | GS | DR |
|  | ---- | ------------------ | -- | -- | - | - | - | -- | -- | -- |
|  | 1.   | Grifone Ausonia    | 14 | 10 | . | . | . | .. | .. |    |
|  | 2.   | Savonese           | 13 | 10 | . | . | . | .. | .. |    |
|  | 3.   | Imperia            | 11 | 10 | . | . | . | .. | .. |    |
|  | 4.   | Veloce Savona      | 11 | 10 | . | . | . | .. | .. |    |
|  | 5.   | Cristoforo Colombo | 7  | 10 | . | . | . | .. | .. |    |
|  | 6.   | Alba Docilia       | 6  | 10 | . | . | . | .. | .. |    |

Legenda:

      Ammesso alle finali del D.D.I.N.
Note:

Due punti a vittoria, uno a pareggio, zero a sconfitta.
In caso di pari punti per le squadre fuori dalla zona promozione era in vigore il pari merito.

## Emilia

### Girone A

#### Squadre partecipanti
| Club                      | Città                    | Stadio | Stagione 1926-1927 |
| ------------------------- | ------------------------ | ------ | ------------------ |
| S.S. 72ª Legione M.V.S.N. | Modena                   |        |                    |
| S.S. 83ª Legione M.V.S.N. | Fiorenzuola d'Arda (PC)  |        |                    |
| F.C. Castelfranco Emilia  | Castelfranco Emilia (MO) |        |                    |
| U.S. Gonzaga              | Gonzaga (MN)             |        |                    |
| Soc. Pro Calcio           | Guastalla (RE)           |        |                    |
| S.C. Suzzara              | Suzzara (MN)             |        |                    |

#### Classifica finale
|  | Pos. | Squadra              | Pt | G  | V | N | P | GF | GS | DR |
|  | ---- | -------------------- | -- | -- | - | - | - | -- | -- | -- |
|  | 1.   | 72ª Legione M.V.S.N. | 19 | 10 | . | . | . | .. | .. |    |
|  | 2.   | 83ª Legione M.V.S.N. | 16 | 10 | . | . | . | .. | .. |    |
|  | 3.   | Suzzara              | 7  | 10 | . | . | . | .. | .. |    |
|  | 4.   | Gonzaga              | 6  | 10 | . | . | . | .. | .. |    |
|  | 5.   | Castelfranco Emilia  | 6  | 10 | . | . | . | .. | .. |    |
|  | 6.   | Pro Calcio           | 6  | 10 | . | . | . | .. | .. |    |

Legenda:

      Ammesso alle finali del D.D.I.N.
Note:

Due punti a vittoria, uno a pareggio, zero a sconfitta.
In caso di pari punti per le squadre fuori dalla zona promozione era in vigore il pari merito.

### Girone B

#### Squadre partecipanti
| Club             | Città                          | Stadio | Stagione 1926-1927 |
| ---------------- | ------------------------------ | ------ | ------------------ |
| S.G. Fortitudo   | Bologna                        |        |                    |
| U.S. Imolese     | Imola (BO)                     |        |                    |
| A.C. Molinella   | Molinella (BO)                 |        |                    |
| S.G. Persicetana | San Giovanni in Persiceto (BO) |        |                    |
| S.C. Progresso   | Castel Maggiore (BO)           |        |                    |
| Savena F.C.      | Bologna                        |        |                    |
| U.S. Vignolese   | Vignola (MO)                   |        |                    |

#### Classifica finale
|  | Pos. | Squadra     | Pt | G  | V | N | P | GF | GS | DR |
|  | ---- | ----------- | -- | -- | - | - | - | -- | -- | -- |
|  | 1.   | Persicetana | 17 | 12 | . | . | . | .. | .. |    |
|  | 2.   | Progresso   | 16 | 12 | . | . | . | .. | .. |    |
|  | 3.   | Molinella   | 16 | 12 | . | . | . | .. | .. |    |
|  | 4.   | Imolese     | 13 | 12 | . | . | . | .. | .. |    |
|  | 5.   | Savena      | 13 | 12 | . | . | . | .. | .. |    |
|  | 6.   | Vignolese   | 6  | 12 | . | . | . | .. | .. |    |
|  | 7.   | Fortitudo   | 3  | 12 | . | . | . | .. | .. |    |

Legenda:

      Ammesso alle finali del D.D.I.N.
Note:

Due punti a vittoria, uno a pareggio, zero a sconfitta.
In caso di pari punti per le squadre fuori dalla zona promozione era in vigore il pari merito.

### Girone C

#### Squadre partecipanti
| Club                      | Città                       | Stadio | Stagione 1926-1927 |
| ------------------------- | --------------------------- | ------ | ------------------ |
| Pol. Audace               | Guarda Ferrarese di Ro (FE) |        |                    |
| Cento F.C.                | Cento (FE)                  |        |                    |
| U.S. Copparese            | Copparo (FE)                |        |                    |
| S.C. Finale               | Finale Emilia (MO)          |        |                    |
| San Pietro in Casale F.C. | San Pietro in Casale (BO)   |        |                    |
| C.S. Sant'Agostino        | Sant'Agostino (FE)          |        |                    |

#### Classifica finale
|  | Pos. | Squadra              | Pt | G  | V | N | P | GF | GS | DR |
|  | ---- | -------------------- | -- | -- | - | - | - | -- | -- | -- |
|  | 1.   | Finale               | 16 | 10 | . | . | . | .. | .. |    |
|  | 2.   | San Pietro in Casale | 15 | 10 | . | . | . | .. | .. |    |
|  | 3.   | Cento                | 10 | 10 | . | . | . | .. | .. |    |
|  | 3.   | Sant'Agostino        | 10 | 10 | . | . | . | .. | .. |    |
|  | 5.   | Audace               | 7  | 10 | . | . | . | .. | .. |    |
|  | 6.   | Copparese            | 2  | 10 | . | . | . | .. | .. |    |

Legenda:

      Ammesso alle finali del D.D.I.N.
Note:

Due punti a vittoria, uno a pareggio, zero a sconfitta.
In caso di pari punti per le squadre fuori dalla zona promozione era in vigore il pari merito.

### Girone D

#### Squadre partecipanti
| Club                 | Città                 | Stadio | Stagione 1926-1927 |
| -------------------- | --------------------- | ------ | ------------------ |
| C.S. Bagnacavallese  | Bagnacavallo (RA)     |        |                    |
| C.S. Baracca Lugo    | Lugo (RA)             |        |                    |
| F.C. Castelbolognese | Castel Bolognese (RA) |        |                    |
| S.C. Libertas        | Rimini (FO            |        |                    |
| U.S. Ravennate       | Ravenna               |        |                    |
| U.S. Renato Serra    | Cesena                |        |                    |
| U.S. Russi           | Russi (RA)            |        |                    |

#### Classifica finale
|  | Pos. | Squadra         | Pt | G  | V  | N | P  | GF | GS | DR  |
|  | ---- | --------------- | -- | -- | -- | - | -- | -- | -- | --- |
|  | 1.   | Ravennate       | 24 | 12 | 12 | 0 | 0  | 41 | 6  | +35 |
|  | 2.   | Baracca Lugo    | 18 | 12 | 9  | 0 | 3  | 30 | 7  | +23 |
|  | 3.   | Castelbolognese | 13 | 12 | 6  | 1 | 5  | 26 | 22 | +4  |
|  | 4.   | Renato Serra    | 12 | 12 | 5  | 2 | 5  | 26 | 17 | +9  |
|  | 5.   | Libertas Rimini | 9  | 12 | 4  | 1 | 7  | 15 | 22 | -7  |
|  | 6.   | Russi           | 6  | 12 | 2  | 2 | 8  | 14 | 32 | -18 |
|  | 7.   | Bagnacavallese  | 2  | 12 | 1  | 0 | 11 | 2  | 48 | -46 |

Legenda:

      Ammesso alle finali del D.D.I.N.
Note:

Due punti a vittoria, uno a pareggio, zero a sconfitta.
In caso di pari punti per le squadre fuori dalla zona promozione era in vigore il pari merito.

### Quarta Divisione
Girone unico

Sull'"Annuario Italiano del Giuoco del Calcio" sono stati indicati come "aspiranti alla Terza Divisione" perché questa è l'ultima stagione e devono confluire tutte in Terza Divisione visto che la Quarta è definitivamente soppressa dal 1928.

#### Squadre partecipanti
| Club              | Città                   | Stadio | Stagione 1926-1927 |
| ----------------- | ----------------------- | ------ | ------------------ |
| Dop. Educhiamo    | Novellara (RE)          |        |                    |
| Dop. Pro Italia   | Correggio (RE)          |        |                    |
| U.S. Rubierese    | Rubiera (RE)            |        |                    |
| U.S. Sammartinese | San Martino in Rio (RE) |        |                    |
| A.C. Spilamberto  | Spilamberto (MO)        |        |                    |

#### Classifica finale
|  | Pos. | Squadra      | Pt | G | V | N | P | GF | GS | DR |
|  | ---- | ------------ | -- | - | - | - | - | -- | -- | -- |
|  | 1.   | Pro Italia   | 11 | 8 | . | . | . | .. | .. |    |
|  | 2.   | Sammartinese | 9  | 8 | . | . | . | .. | .. |    |
|  | 3.   | Rubierese    | 9  | 8 | . | . | . | .. | .. |    |
|  | 4.   | Educhiamo    | 5  | 8 | . | . | . | .. | .. |    |
|  | 5.   | Spilamberto  | 5  | 8 | . | . | . | .. | .. |    |

Legenda:

      Campione emiliano di IV Divisione.
Note:

Due punti a vittoria, uno a pareggio, zero a sconfitta.
In caso di pari punti per le squadre fuori dalla zona promozione era in vigore il pari merito.

#### Verdetti finali
- Tutte le squadre sono ammesse in Terza Divisione perché la Quarta Divisione è definitivamente soppressa.

## Toscana

### Girone A

#### Squadre partecipanti
| Club                           | Città                 | Stadio | Stagione 1926-1927 |
| ------------------------------ | --------------------- | ------ | ------------------ |
| Ass. Riunite Sportive (A.R.S.) | Sesto Fiorentino (FI) |        |                    |
| G.S. Itala                     | Firenze               |        |                    |
| Juventus F.C.                  | Arezzo                |        |                    |
| G.S. Littorio                  | Firenze               |        |                    |
| G.S. Officine San Giorgio      | Pistoia               |        |                    |
| S.C. Rapid                     | Brozzi-Peretola (FI)  |        |                    |
| G.S.F. Rifredi                 | Firenze-Rifredi       |        |                    |

#### Classifica finale
|  | Pos. | Squadra              | Pt | G  | V | N | P | GF | GS | DR |
|  | ---- | -------------------- | -- | -- | - | - | - | -- | -- | -- |
|  | 1.   | Juventus             | 21 | 12 | . | . | . | .. | .. |    |
|  | 2.   | A.R.S.               | 17 | 12 | . | . | . | .. | .. |    |
|  | 3.   | Officine San Giorgio | 15 | 12 | . | . | . | .. | .. |    |
|  | 4.   | Rapid                | 9  | 12 | . | . | . | .. | .. |    |
|  | 5.   | Littorio             | 8  | 12 | . | . | . | .. | .. |    |
|  | 6.   | Itala                | 7  | 12 | . | . | . | .. | .. |    |
|  | 7.   | Rifredi              | 7  | 12 | . | . | . | .. | .. |    |

Legenda:

      Ammesso alle finali del D.D.I.N.
Note:

Due punti a vittoria, uno a pareggio, zero a sconfitta.
In caso di pari punti per le squadre fuori dalla zona promozione era in vigore il pari merito.

### Girone B

#### Squadre partecipanti
| Club                        | Città                      | Stadio | Stagione 1926-1927 |
| --------------------------- | -------------------------- | ------ | ------------------ |
| G.S. Carlo Scorza           | Montecatini Terme (PT)     |        |                    |
| U.S. Colligiana             | Colle di Val d'Elsa (SI)   |        |                    |
| S.C. Cucirini Cantoni Coats | Lucca                      |        |                    |
| Dop. “Dino Raus”            | Poggibonsi (SI)            |        |                    |
| U.S. "Lando Ferretti"       | Castelfranco di Sotto (PI) |        |                    |
| S.C. Vigor                  | Fucecchio (FI)             |        |                    |

#### Classifica finale
|  | Pos. | Squadra                | Pt | G  | V | N | P | GF | GS | DR |
|  | ---- | ---------------------- | -- | -- | - | - | - | -- | -- | -- |
|  | 1.   | Carlo Sforza           | 15 | 10 | 7 | 2 | 1 | 31 | 10 |    |
|  | 2.   | Colligiana             | 11 | 10 | 5 | 1 | 4 | 22 | 15 |    |
|  | 3.   | Rino Daus              | 11 | 10 | 5 | 1 | 4 | 19 | 15 |    |
|  | 4.   | Vigor                  | 8  | 10 | 3 | 2 | 5 | 9  | 14 |    |
|  | 5.   | Cucirini Cantoni Coats | 7  | 10 | 3 | 1 | 6 | 21 | 32 |    |
|  | 6.   | "Lando Ferretti"       | 7  | 10 | 3 | 1 | 6 | 16 | 29 |    |

Legenda:

      Ammesso alle finali del D.D.I.N.
Note:

Due punti a vittoria, uno a pareggio, zero a sconfitta.
In caso di pari punti per le squadre fuori dalla zona promozione era in vigore il pari merito.

### Girone C

#### Squadre partecipanti
| Club                 | Città                 | Stadio | Stagione 1926-1927 |
| -------------------- | --------------------- | ------ | ------------------ |
| U.S. Castiglioncello | Castiglioncello (LI)  |        |                    |
| S.S. Juventus Massa  | Massa                 |        |                    |
| F.F. Liberi          | ?                     |        |                    |
| S.S. Nuova Italia    | Forte dei Marmi (LU)  |        |                    |
| S.C. Pietrasanta     | Pietrasanta (LU)      |        |                    |
| U.S. Sempre Avanti   | Piombino (LI)         |        |                    |
| G.S. Solvay          | Rosignano Solvay (LI) |        |                    |

#### Classifica finale
|  | Pos. | Squadra         | Pt | G  | V | N | P | GF | GS | DR |
|  | ---- | --------------- | -- | -- | - | - | - | -- | -- | -- |
|  | 1.   | Pietrasanta     | 18 | 12 | . | . | . | .. | .. |    |
|  | 2.   | Liberi          | 18 | 12 | . | . | . | .. | .. |    |
|  | 3.   | Sempre Avanti   | 17 | 12 | . | . | . | .. | .. |    |
|  | 4.   | Solvay          | 12 | 12 | . | . | . | .. | .. |    |
|  | 5.   | Castiglioncello | 10 | 12 | . | . | . | .. | .. |    |
|  | 6.   | Nuova Italia    | 7  | 12 | . | . | . | .. | .. |    |
|  | 7.   | Juventus Massa  | 0  | 12 | . | . | . | .. | .. |    |

Legenda:

      Ammesso alle finali del D.D.I.N.
Note:

Due punti a vittoria, uno a pareggio, zero a sconfitta.
In caso di pari punti per le squadre fuori dalla zona promozione era in vigore il pari merito.

## Finali del Direttorio Divisioni Inferiori Nord
Il regolamento originale prevedeva la promozione dei vincitori dei sei gironcini finali interregionali. Successivamente però, in seguito alle ripetute proteste dei club del Nord che si lamentavano ancora del trattamento ricevuto dalla Carta di Viareggio, le autorità fasciste annullarono queste finali dando per promosse tutte le squadre.

### Girone A
|  | Pos. | Squadra         | Pt | G | V | N | P | GF | GS | DR  |
|  | ---- | --------------- | -- | - | - | - | - | -- | -- | --- |
|  | 1.   | Italia Nuova    | 9  | 6 | 4 | 1 | 1 | 18 | 10 | +8  |
|  | 2.   | Tigullio        | 8  | 6 | 3 | 2 | 1 | 12 | 6  | +6  |
|  | 3.   | Veloci Embriaci | 6  | 6 | 3 | 0 | 3 | 12 | 14 | -2  |
|  | 4.   | Grifone Ausonia | 1  | 6 | 0 | 1 | 5 | 5  | 17 | -12 |

Legenda:

      Promosso in Seconda Divisione.
Note:

Due punti a vittoria, uno a pareggio, zero a sconfitta.

### Girone B
|  | Pos. | Squadra          | Pt | G | V | N | P | GF | GS | DR  |
|  | ---- | ---------------- | -- | - | - | - | - | -- | -- | --- |
|  | 1.   | Minerva          | 13 | 8 | 5 | 3 | 0 | 27 | 11 | +16 |
|  | 2.   | Soresinese       | 9  | 8 | 4 | 1 | 3 | 15 | 15 | 0   |
|  | 3.   | Pro Palazzolo    | 8  | 8 | 3 | 2 | 3 | 20 | 18 | +2  |
|  | 4.   | Aurora Golasecca | 8  | 8 | 3 | 2 | 3 | 17 | 20 | -3  |
|  | 5.   | Savoia (-2)      | 0  | 8 | 0 | 2 | 6 | 8  | 23 | -15 |

Legenda:

      Promosso in Seconda Divisione.
Note:

Due punti a vittoria, uno a pareggio, zero a sconfitta.

### Girone C
|  | Pos. | Squadra              | Pt | G | V | N | P | GF | GS | DR |
|  | ---- | -------------------- | -- | - | - | - | - | -- | -- | -- |
|  | 1.   | Ravennate            | 8  | 6 | 4 | 0 | 2 | 13 | 7  | +6 |
|  | 2.   | 72ª Legione M.V.S.N. | 7  | 6 | 3 | 1 | 2 | 7  | 6  | +1 |
|  | 3.   | Finale               | 6  | 6 | 2 | 2 | 2 | 8  | 8  | 0  |
|  | 4.   | Persicetana          | 3  | 6 | 1 | 1 | 4 | 5  | 12 | -5 |

Legenda:

      Promosso in Seconda Divisione.
Note:

Due punti a vittoria, uno a pareggio, zero a sconfitta.

### Girone D
|  | Pos. | Squadra            | Pt | G | V | N | P | GF | GS | DR  |
|  | ---- | ------------------ | -- | - | - | - | - | -- | -- | --- |
|  | 1.   | Cantieri San Marco | 12 | 8 | 6 | 0 | 2 | 26 | 5  | +21 |
|  | 2.   | Pasubio            | 9  | 8 | 4 | 1 | 3 | 19 | 20 | -1  |
|  | 3.   | Cervignanese       | 8  | 8 | 4 | 0 | 4 | 13 | 21 | -8  |
|  | 4.   | Bassano            | 7  | 8 | 3 | 1 | 4 | 5  | 9  | -4  |
|  | 5.   | Viscosa            | 4  | 8 | 2 | 0 | 6 | 12 | 20 | -8  |

Legenda:

      Promosso in Seconda Divisione.
Note:

Due punti a vittoria, uno a pareggio, zero a sconfitta.

### Girone E
|  | Pos. | Squadra         | Pt | G | V | N | P | GF | GS | DR |
|  | ---- | --------------- | -- | - | - | - | - | -- | -- | -- |
|  | 1.   | Juventus Arezzo | 7  | 4 | 3 | 1 | 0 | 11 | 2  | +9 |
|  | 2.   | Pietrasanta     | 3  | 4 | 1 | 1 | 2 | 2  | 6  | -4 |
|  | 3.   | Carlo Scorza    | 2  | 4 | 1 | 0 | 3 | 5  | 10 | -5 |

Legenda:

      Promosso in Seconda Divisione.
Note:

Due punti a vittoria, uno a pareggio, zero a sconfitta.

### Girone F
|  | Pos. | Squadra              | Pt | G | V | N | P | GF | GS | DR |
|  | ---- | -------------------- | -- | - | - | - | - | -- | -- | -- |
|  | 1.   | Saviglianese         | 7  | 6 | 3 | 1 | 2 | 16 | 12 | +4 |
|  | 1.   | Filatura di Tollegno | 7  | 6 | 3 | 1 | 2 | 9  | 11 | -2 |
|  | 3.   | Vittoria             | 6  | 6 | 2 | 2 | 2 | 11 | 11 | 0  |
|  | 4.   | Trinese              | 4  | 6 | 2 | 0 | 4 | 12 | 14 | -2 |

Legenda:

      Vanno allo spareggio promozione.
Note:

Due punti a vittoria, uno a pareggio, zero a sconfitta.

#### Spareggio per il 1º posto in classifica
|              | Risultato |                      | Città e data             |  |
| ------------ | --------- | -------------------- | ------------------------ |  |
| Saviglianese | 3 - 1     | Filatura di Tollegno | Chivasso, 24 giugno 1928 |  |
|              |           |                      |                          |  |

## Marche

### Girone A

#### Squadre partecipanti
| Club               | Città       | Stadio | Stagione 1926-1927 |
| ------------------ | ----------- | ------ | ------------------ |
| S.P. Alma Juventus | Fano (PS)   |        |                    |
| U.S. Borghetto     | Ancona      |        |                    |
| U.S. Jesina        | Jesi (AN)   |        |                    |
| S.C. Loreto        | Loreto (AN) |        |                    |
| G.S. Vis           | Pesaro      |        |                    |

#### Classifica finale
|  | Pos. | Squadra       | Pt | G | V | N | P | GF | GS | DR |
|  | ---- | ------------- | -- | - | - | - | - | -- | -- | -- |
|  | 1.   | Vis Pesaro    | 11 | 8 | 5 | 1 | 2 | 12 | 5  |    |
|  | 2.   | Borghetto     | 10 | 8 | 3 | 4 | 1 | 12 | 5  |    |
|  | 3.   | Jesina        | 7  | 8 | 2 | 3 | 3 | 13 | 18 |    |
|  | 4.   | Alma Juventus | 6  | 8 | 2 | 2 | 4 | 13 | 16 |    |
|  | 4.   | Loreto        | 6  | 8 | 2 | 2 | 4 | 6  | 12 |    |

Legenda:

      Ammessa alle finali regionali.
Note:

Due punti a vittoria, uno a pareggio, zero a sconfitta.
In caso di pari punti per le squadre fuori dalla zona promozione era in vigore il pari merito.

### Girone B

#### Squadre partecipanti
| Club                | Città                         | Stadio | Stagione 1926-1927 |
| ------------------- | ----------------------------- | ------ | ------------------ |
| Ass. Pol. Adriatica | Porto Recanati (MC)           |        |                    |
| S.S. Maceratese     | Macerata                      |        |                    |
| U.S. Recanatese     | Recanati (MC)                 |        |                    |
| U.S. Sambenedettese | San Benedetto del Tronto (AP) |        |                    |
| U.S. Tolentino      | Tolentino (MC)                |        |                    |

#### Classifica finale
|  | Pos. | Squadra        | Pt | G | V | N | P | GF | GS | DR |
|  | ---- | -------------- | -- | - | - | - | - | -- | -- | -- |
|  | 1.   | Tolentino      | 12 | 8 | . | . | . | .. | .. |    |
|  | 2.   | Sambenedettese | 11 | 8 | . | . | . | .. | .. |    |
|  | 3.   | Adriatica      | 9  | 8 | . | . | . | .. | .. |    |
|  | 4.   | Macerata       | 7  | 8 | . | . | . | .. | .. |    |
|  | 5.   | Recanatese     | 4  | 8 | . | . | . | .. | .. |    |

Legenda:

      Ammessa alle finali regionali.
Note:

Due punti a vittoria, uno a pareggio, zero a sconfitta.
In caso di pari punti per le squadre fuori dalla zona promozione era in vigore il pari merito.

### Finale Marche
|            | Risultato |           | Città e data       |  |
| ---------- | --------- | --------- | ------------------ |  |
| Vis Pesaro | 2 - 4     | Tolentino | Ancona, ?? ?? 1928 |  |
|            |           |           |                    |  |

- Il Tolentino rinuncia alla Prima Divisione 1928-1929 e al suo posto viene in seguito ammesso il Macerata.

## Abruzzi

### Squadre partecipanti
| Club                            | Città         | Stadio | Stagione 1926-1927 |
| ------------------------------- | ------------- | ------ | ------------------ |
| 129ª Legione M.V.S.N. Adriatica | Pescara       |        |                    |
| S.S. Samnium Isernia            | Isernia (CB)  |        |                    |
| U.S. Sulmonese                  | Sulmona (AQ)  |        |                    |
| U.S. Termoli                    | Termoli (CB)  |        |                    |
| S.C. Virtus                     | Lanciano (CH) |        |                    |

### Classifica finale
|  | Pos. | Squadra                  | Pt | G | V | N | P | GF | GS | DR |
|  | ---- | ------------------------ | -- | - | - | - | - | -- | -- | -- |
|  | 1.   | 137ª Legione Virtus      | 11 | 8 | . | . | . | .. | .. |    |
|  | 2.   | Termoli                  | 11 | 8 | . | . | . | .. | .. |    |
|  | 3.   | 129ª Leg. MVSN Adriatica | 9  | 8 | . | . | . | .. | .. |    |
|  | 4.   | Sulmonese                | 9  | 8 | . | . | . | .. | .. |    |
|  | 5.   | Isernia                  | 0  | 8 | . | . | . | .. | .. |    |

Legenda:

      Campione abruzzese di Terza Divisione.
Note:

Due punti a vittoria, uno a pareggio, zero a sconfitta.
In caso di pari punti per le squadre fuori dalla zona promozione era in vigore il pari merito.

### Spareggio per il 1º posto in classifica
|                 | Risultato |         | Città e data           |  |
| --------------- | --------- | ------- | ---------------------- |  |
| Virtus Lanciano | 1 - 1     | Termoli | Pescara, 11 marzo 1928 |  |
|                 |           |         |                        |  |

ripetizione
|                 | Risultato |         | Città e data            |  |
| --------------- | --------- | ------- | ----------------------- |  |
| Virtus Lanciano | 4 - 2     | Termoli | Pescara, 29 aprile 1928 |  |
|                 |           |         |                         |  |

## Lazio

### Squadre partecipanti
| Club                                | Città          | Stadio | Stagione 1926-1927 |
| ----------------------------------- | -------------- | ------ | ------------------ |
| U.S. Appio                          | Roma           |        |                    |
| S.S. Esquilia Cesarea               | Roma           |        |                    |
| S.S. Esquilino                      | Roma           |        |                    |
| S.S. Francesco Di Biagio            | Terracina (LT) |        |                    |
| S.C. Monti                          | Roma           |        |                    |
| S.S. Salario                        | Roma           |        |                    |
| S.S. Sempre Pronti                  | Roma           |        |                    |
| S.C. Serenissima del G.S. Nomentano | Roma           |        |                    |
| Trastevere Ideale F.B.C.            | Roma           |        |                    |

### Classifica finale
|  | Pos. | Squadra                   | Pt | G  | V | N | P | GF | GS | DR |
|  | ---- | ------------------------- | -- | -- | - | - | - | -- | -- | -- |
|  | 1.   | Trastevere Ideale         | 26 | 16 | . | . | . | .. | .. |    |
|  | 2.   | Salario                   | 25 | 16 | . | . | . | .. | .. |    |
|  | 3.   | Francesco Di Biagio       | 24 | 16 | . | . | . | .. | .. |    |
|  | 4.   | Esquilino                 | 14 | 16 | . | . | . | .. | .. |    |
|  | 5.   | Sempre Pronti             | 13 | 16 | . | . | . | .. | .. |    |
|  | 6.   | Appio                     | 12 | 16 | . | . | . | .. | .. |    |
|  | 7.   | Monti                     | 11 | 16 | . | . | . | .. | .. |    |
|  | 8.   | Esquilia Cesarea          | 11 | 16 | . | . | . | .. | .. |    |
|  | 9.   | Serenissima del Nomentano | 4  | 16 | . | . | . | .. | .. |    |

Legenda:

      Campione laziale di Terza Divisione.
Note:

Due punti a vittoria, uno a pareggio, zero a sconfitta.
In caso di pari punti per le squadre fuori dalla zona promozione era in vigore il pari merito.

## Campania

### Squadre partecipanti
| Club                       | Città                          | Stadio | Stagione 1926-1927 |
| -------------------------- | ------------------------------ | ------ | ------------------ |
| U.S. Caivanese             | Caivano (NA)                   |        |                    |
| U.S. Calciatori Napoletani | Napoli                         |        |                    |
| G.S. Giulio Lusi           | Napoli                         |        |                    |
| S.S. Juventus Fascista     | Napoli-Poggioreale             |        |                    |
| U.S. Gladiator             | Santa Maria Capua Vetere (NA)  |        |                    |
| S.C. Pro Bagnoli           | Napoli-Bagnoli                 |        |                    |
| S.S. Silurificio Italiano  | Napoli                         |        |                    |
| S.C. Vesuvio               | Napoli-San Giovanni a Teduccio |        |                    |

### Classifica finale
|  | Pos. | Squadra               | Pt | G  | V  | N | P  | GF | GS | DR |
|  | ---- | --------------------- | -- | -- | -- | - | -- | -- | -- | -- |
|  | 1.   | Silurificio Italiano  | 22 | 14 | 10 | 2 | 2  | 40 | 18 |    |
|  | 2.   | Pro Bagnoli (-1)      | 17 | 14 | 8  | 2 | 4  | 34 | 17 |    |
|  | 3.   | Gladiator             | 17 | 14 | 7  | 3 | 4  | 25 | 18 |    |
|  | 4.   | Caivanese (-1)        | 15 | 14 | 8  | 0 | 6  | 34 | 21 |    |
|  | 5.   | Juventus Fascista     | 15 | 14 | 7  | 1 | 6  | 20 | 27 |    |
|  | 6.   | Vesuvio               | 14 | 14 | 6  | 2 | 6  | 25 | 24 |    |
|  | 7.   | Calciatori Napoletani | 7  | 14 | 2  | 3 | 9  | 19 | 51 |    |
|  | 8.   | G. Lusi               | 3  | 14 | 1  | 1 | 12 | 6  | 27 |    |

Legenda:

      Campione campano di Terza Divisione.
Note:

Due punti a vittoria, uno a pareggio, zero a sconfitta.
In caso di pari punti per le squadre fuori dalla zona promozione era in vigore il pari merito.

## Puglie

### Girone A

#### Squadre partecipanti
| Club              | Città                      | Stadio | Stagione 1926-1927 |
| ----------------- | -------------------------- | ------ | ------------------ |
| U.S. Acquavivese  | Acquaviva delle Fonti (BA) |        |                    |
| U.S. Biscegliese  | Bisceglie (BA)             |        |                    |
| U.S. Fulgor       | Molfetta (BA)              |        |                    |
| G.S. Pizzirani    | Bari                       |        |                    |
| U.S. San Pasquale | Bari                       |        |                    |

#### Classifica finale
|  | Pos. | Squadra         | Pt | G | V | N | P | GF | GS | DR |
|  | ---- | --------------- | -- | - | - | - | - | -- | -- | -- |
|  | 1.   | San Pasquale    | 12 | 6 | . | . | . | .. | .. |    |
|  | 2.   | Biscegliese     | 10 | 8 | . | . | . | .. | .. |    |
|  | 3.   | Pizzirani       | 9  | 8 | . | . | . | .. | .. |    |
|  | 4.   | Fulgor Molfetta | 6  | 8 | . | . | . | .. | .. |    |
|  | 5.   | Acquavivese     | 3  | 8 | . | . | . | .. | .. |    |

Legenda:

      Ammesso alle finali regionali.
Note:

Due punti a vittoria, uno a pareggio, zero a sconfitta.
In caso di pari punti per le squadre fuori dalla zona promozione era in vigore il pari merito.
- Biscegliese, Pizzirani, Fulgor Molfetta e Acquavivese furono successivamente ammesse in Prima Divisione Sud.

### Girone B

#### Squadre partecipanti
| Club            | Città                | Stadio | Stagione 1926-1927 |
| --------------- | -------------------- | ------ | ------------------ |
| U.S. Fulgor     | Gioia del Colle (BA) |        |                    |
| U.S. Giovinezza | Taranto              |        |                    |
| U.S. Nettuno    | Taranto              |        |                    |
| U.S. Pro Gioia  | Gioia del Colle (BA) |        |                    |

#### Classifica finale
|  | Pos. | Squadra            | Pt | G | V | N | P | GF | GS | DR |
|  | ---- | ------------------ | -- | - | - | - | - | -- | -- | -- |
|  | 1.   | Pro Gioia          | 11 | 6 | . | . | . | .. | .. |    |
|  | 2.   | Nettuno            | 9  | 6 | . | . | . | .. | .. |    |
|  | 3.   | Giovinezza Taranto | 4  | 6 | . | . | . | .. | .. |    |
|  | 4.   | Fulgor Gioia d.C.  | 2  | 6 | . | . | . | .. | .. |    |

Legenda:

      Ammesso alle finali regionali.
Note:

Due punti a vittoria, uno a pareggio, zero a sconfitta.
In caso di pari punti per le squadre fuori dalla zona promozione era in vigore il pari merito.
- Nettuno promossa a fine stagione al solo fine di incorporarla nella società di categoria superiore del Taranto.
- Fulgor incorporata d'autorità nella Pro Gioia.

### Finale

#### Classifica finale
|  | Pos. | Squadra      | Pt | G | V | N | P | GF | GS | DR |
|  | ---- | ------------ | -- | - | - | - | - | -- | -- | -- |
|  | 1.   | San Pasquale | 4  | 2 | 2 | 0 | 0 | .. | .. |    |
|  | 2.   | Pro Gioia    | 0  | 2 | 0 | 0 | 2 | .. | .. |    |

Legenda:

      Campione pugliese di Terza Divisione.
Note:

Due punti a vittoria, uno a pareggio, zero a sconfitta.
In caso di pari punti per le squadre fuori dalla zona promozione era in vigore il pari merito.

## Calabria e Basilicata

### Squadre partecipanti
| Club                  | Città         | Stadio | Stagione 1926-1927 |
| --------------------- | ------------- | ------ | ------------------ |
| U.S. Catanzarese      | Catanzaro     |        |                    |
| Dop. Sportivo Cosenza | Cosenza       |        |                    |
| Fortitudo Locrese     | Locri (RC)    |        |                    |
| U.S. Giulio Braccini  | Catanzaro     |        |                    |
| U.S. Paolana          | Paola (CS)    |        |                    |
| U.S. Vigor Nicastro   | Nicastro (CZ) |        |                    |

### Classifica finale
|  | Pos. | Squadra           | Pt       | G | V | N | P | GF | GS | DR |
|  | ---- | ----------------- | -------- | - | - | - | - | -- | -- | -- |
|  | 2.   | Cosenza           | 12       | 8 | . | . | . | .. | .. |    |
|  | 2.   | Fortitudo Locrese | 12       | 8 | . | . | . | .. | .. |    |
|  | 3.   | Giulio Braccini   | 6        | 8 | . | . | . | .. | .. |    |
|  | 4.   | Paolana           | 6        | 8 | . | . | . | .. | .. |    |
|  | 5.   | Vigor Nicastro    | 4        | 8 | . | . | . | .. | .. |    |
|  | 6.   | Catanzarese       | Ritirata |   |   |   |   |    |    |    |

Legenda:

      Campione calabro-lucano di Terza Divisione.
Note:

Due punti a vittoria, uno a pareggio, zero a sconfitta.
In caso di pari punti per le squadre fuori dalla zona promozione era in vigore il pari merito.

### Spareggio per il primo posto in classifica
A Catanzaro: Cosenza-Fortitudo Locrese 0-0 d.t.s.
- Le due squadre rinunciarono in seguito alla promozione in Seconda Divisione Sud, perché non trovarono l'accordo sulla scelta del terreno neutro per la ripetizione della finale.[26]

## Sardegna

### Squadre partecipanti
| Club                            | Città         | Stadio | Stagione 1926-1927 |
| ------------------------------- | ------------- | ------ | ------------------ |
| G.S. Avanguardia Giov. Fascista | Cagliari      |        |                    |
| C.S. Cagliari                   | Cagliari      |        |                    |
| G.S. Monteponi                  | Iglesias (CA) |        |                    |
| S.E.F. Torres                   | Sassari       |        |                    |

### Classifica finale
|  | Pos. | Squadra         | Pt | G | V  | N | P | GF   | GS | DR  |
|  | ---- | --------------- | -- | - | -- | - | - | ---- | -- | --- |
|  | 1.   | Cagliari        | 10 | 6 | 4. | 2 | 0 | 22.. | 9  | +13 |
|  | 2.   | Torres          | 6  | 6 | 2  | 2 | 2 | 15   | 10 | +5  |
|  | 3.   | Monteponi       | 5  | 6 | 2  | 1 | 3 | 11   | 15 | -4  |
|  | 4.   | A.G.F. Cagliari | 3  | 6 | 0  | 3 | 3 | 4    | 18 | -14 |

Legenda:

      Campione sardo di Terza Divisione e selezionato per il Campionato Meridionale 1928-1929.
Note:

Due punti a vittoria, uno a pareggio, zero a sconfitta.
In caso di pari punti per le squadre fuori dalla zona promozione era in vigore il pari merito.

### Giornali sportivi
- Gazzetta dello Sport, stagione 1927-1928, consultabile presso le Biblioteche:
  - Biblioteca Civica di Torino;
  - Biblioteca Nazionale Braidense di Milano,
  - Biblioteca Civica Berio di Genova,
  - Biblioteca Nazionale Centrale di Firenze,
  - Biblioteca Nazionale Centrale di Roma.
- Il paese sportivo, di Torino (dal 1919 al 1929), consultabile presso:
  - Biblioteca Nazionale Centrale di Firenze Archiviato il 4 marzo 2016 in Internet Archive.;
  - Biblioteca Civica di Torino, Via Cittadella 5 (anni incompleti 1924, 1925, 1927 e 1929, microfilmati).
  - Archivio Storico Città di Torino, Via Barbaroux 32 (anni incompleti 1924, 1925, 1927, 1928 e 1929, microfilmati).
- Il Corriere dello Sport, di Bologna (dal 1926 al novembre 1927), consultabile presso:
  - Biblioteca Universitaria di Bologna (dal 1926 al 1927);
  - Biblioteca Nazionale Centrale di Firenze (dal 1926 al 1927, microfilmato).
- Il Littoriale, di Bologna (seguito del Corriere dello Sport)(da novembre 1927 all'agosto 1928), consultabile presso:
  - Biblioteca Universitaria di Bologna (dal 1928 al 1932);
  - Biblioteca Nazionale Centrale di Firenze (cartaceo non microfilmato).
- Il Biellese, stagione 1927-1928 - consultabile online su giornalidelpiemonte.it[collegamento interrotto].
- Gazzetta di Venezia, stagione 1927-1928 dal sito della Biblioteca nazionale centrale di Roma.

### Libri
- Annuario Italiano del Giuoco del Calcio - Volume I 1926-27 e 1927-28 a cura di Luigi Saverio Bertazzoni per conto della F.I.G.C. - Bologna. Conservato dalle Biblioteche: Biblioteca Nazionale Centrale di Firenze, Biblioteca Universitaria Estense di Modena e Università degli Studi di Urbino "Carlo Bo" di Urbino. Presentazione delle squadre partecipanti ai campionati italiani, con consigli direttivi forniti dalle società.
- Annuario Italiano del Giuoco del Calcio - Volume II 1929 a cura di Luigi Saverio Bertazzoni per conto della F.I.G.C. - Bologna. Contiene le classifiche ufficiali finali di tutti i campionati italiani. Disponibile presso l'Emeroteca del C.O.N.I. di Roma.
- Carlo Fontanelli, Cento anni di calcio - Italia 1927/28, Fornacette (PI), Mariposa Editrice, settembre 1996.
- Carlo Fontanelli, Annogol 1927-28, Empoli (FI), Geo Edizioni S.r.l., 2003.
- Carlo Fontanelli e Massimo Montanari, Unione Sportiva Ravenna - Una storia, mille protagonisti, Empoli (FI), Mariposa S.n.c., luglio 1995.
- S.Candelora, C.Fontanelli e G.Foroni, Il volo dell'Aquila - Storia del Calcio Fano dalle origini al terzo millennio, Empoli (FI), Geo Edizioni S.r.l..
- Elvino Tommasini, I nerostellati del Grion di Pola, Parma, Umberto Nicoli Editore, 1980,  p. 71.